# 開放獲取期刊列表
開放獲取期刊列表所列的是同行評審的开放获取刊物，這些期刊內的文章能夠在互聯網上免費獲取（不需要註冊）。

## 一般科學
- Philica
- 《自然通讯》（Nature Communications）

## 電腦科學期刊
- INFOCOMP電腦科學期刊
- 電腦科學邏輯方法期刊
- 計算理論期刊
- JOT: 面向技術期刊（英语：JOT: Journal of Object Technology）(物件技術期刊)

## 教育科技期刊
- 大洋洲教育科技期刊（Australasian Journal of Educational Technology） - 文章出版3個月後免費開放
- 教育科技與社會期刊（Educational Technology & Society）
- 國際教育科技期刊（International Journal of Educational Technology）

## 生物學期刊
- 國際生物科學期刊（英语：International Journal of Biological Sciences）
- 遺傳學期刊（英语：Genetics）
- 公共科學文庫生物學期刊（英语：PLoS Biology）
- 公共科學文庫遺傳學期刊
- eLife
- PeerJ（英语：PeerJ）

## 醫學期刊
- 加拿大醫學協會期刊（英语：Canadian Medical Association Journal）
- 國際醫療科學期刊
- 研究生醫學期刊（英语：Journal of Postgraduate Medicine）
- 英國醫學期刊
- 新英格蘭醫學期刊
- 沙烏地醫學期刊（Saudi Medical Journal）
- BMC journals
- Calicut Medical Journal
- PLoS Medicine
- Solapur Medical Journal
- 胃腸病學雜誌 （页面存档备份，存于）

## 化學期刊
- Beilstein Journal of Organic Chemistry
- Molbank
- Molecules
- 有机合成  (Organic Synthesis)
- ChemistryOpen

## 政治學與社會學期刊
- 政治學與社會期刊（Journal of Politics & Society，网址：http://www.helvidius.org/ （页面存档备份，存于） ）
- Electronic journal of contemporary japanese studies

## 其它期刊
- 第一個星期五期刊（First Monday）

## 外部連結
- Directory of Open Access Journals （页面存档备份，存于）
- 免費醫學期刊 （页面存档备份，存于）
- STM Open科技医学开放获取平台 （页面存档备份，存于）